# 吉永慎也
吉永 慎也（よしなが しんや、1983年2月8日 - ）は福岡県出身の日本の柔道家。81kg級の選手。身長は170cm。組み手は右組み。得意技は内股。

## 経歴
柔道は7歳の時に修志館で始めた。甘木中学から大牟田高校へ進むと、3年の時に金鷲旗とインターハイ団体戦で3位になった。
2001年には国士舘大学へ進学すると、2年の時には全日本ジュニアの81kg級で3位になった。3年の時には学生体重別で3位だったが、優勝大会ではチームの優勝に貢献した。4年の時には優勝大会と体重別団体でともに2位だった。学生体重別でも決勝で同じ大学の1年後輩である有留秀宜に敗れた。
2005年には新日鉄の所属となると、実業個人選手権では決勝で松前柔道クラブの谷口徹を破って優勝した。続く講道館杯でも決勝で京葉ガスの河原正太を破って優勝を飾った。韓国国際でも優勝した。2006年のドイツ国際では決勝でブラジルのフラビオ・カントに敗れて2位だった。体重別では3位だった。ワールドカップ国別団体戦では5位にとどまった。2007年の体重別で3位になると、実業個人選手権でも決勝で旭化成の高松正裕に敗れて2位だった。引退後は国士舘大学の体育学部助教となった。2020年10月からは鈴木桂治の後任として、国士館大学柔道部の監督に就任した。

## 主な戦績
- 2000年 -　金鷲旗　3位
- 2000年 -　インターハイ　団体戦　3位
- 2001年 -　ブレーメンジュニア国際　2位
- 2002年 -　全日本ジュニア　3位
- 2003年　- 優勝大会　優勝
- 2003年　- 学生体重別　3位
- 2004年　- 優勝大会　2位
- 2004年　- 学生体重別　2位
- 2004年　- 体重別団体　2位
- 2005年　- 実業個人選手権　優勝
- 2005年　- 講道館杯　優勝
- 2005年　- 韓国国際　優勝
- 2006年 -　ドイツ国際　2位
- 2006年 -　体重別　3位
- 2006年 -　ワールドカップ国別団体戦　5位
- 2007年 -　体重別　3位
- 2007年　- 実業個人選手権　2位

(出典、JudoInside.com)